# Medalla commemorativa de la Unitat d'Itàlia
La Medalla commemorativa de la Unitat d'Itàlia 1848-1918 (italià: Medaglia a ricordo dell'Unità d'Italia 1848-1918) és una medalla italiana, creada el 19 de gener de 1922 pel rei Víctor Manuel III.
Creada mitjançant Reial Decret n.1229 de 19 de gener de 1922, en record d'aquella instituïda a record de la Unitat d'Itàlia el 1883, i conservava les característiques principals d'aquella (disseny i galó).
Va ser atorgada a tots aquells combatents de la guerra 1915-1918 que van lluitar per completar la unitat d'Itàlia.
Es va fer una variant per ser atorgada a l'Associació de Mares i Vídues dels Caiguts, i una altra per a l'Associació Nacional dels Familiars dels Caiguts en Guerra. El disseny era el mateix, però al revers incloïen la inscripció "ASS. NAZ. MADRI E VEDOVE DEI CADUTI" o "ASS. NAZ. FAMIGLIE CADUTI IN GUERRA"
La medalla havia de ser adquirida per l'interessat.

## Disseny
Una medalla de bronze de 32mm de diàmetre. A l'anvers, l'efígie del Rei Víctor Manuel III mirant cap a l'esquerra, amb la inscripció "VITTORIO EMANUELE III RE D'ITALIA". Al revers, una corona de llorer. Al mig apareix la inscripció "UNITÀ D'ITALIA 1848-1918" en tres fileres.
Penja d'una cinta de 37mm d'ample, amb franges verticals amb els colors de la bandera italiana: al centre hi ha una franja verda de 13mm, i als costats, una blanca i una vermella de 6mm cadascuna.